# Lista de prefeitos de Pedro Velho
Esta é a lista de prefeitos de Pedro Velho, município brasileiro do Estado do Rio Grande do Norte. A lista compreende os chefes de povoado, intendentes municípais e prefeitos.

## Lista de chefes do executivo
| Império do Brasil              | Império do Brasil                      | Império do Brasil | Império do Brasil                                | Império do Brasil       | Império do Brasil       | Império do Brasil                                                                                        |
| N°                             | Prefeito                               | Imagem            | Partido                                          | Início do mandato       | Fim do mandato          | Observações                                                                                              |
| ------------------------------ | -------------------------------------- | ----------------- | ------------------------------------------------ | ----------------------- | ----------------------- | --- |
| 1                              | José Paulo de Tamatanduba              |                   | Partido Conservador                              | 11 de novembro de 1861  | 5 de outubro de 1892    | Primeiro Chefe do povoado de Santa Rita de Cássia                                                        |
| Primeira República             |                                        |                   |                                                  |                         |                         | |
| 2                              | João José da Cruz                      |                   | Partido Liberal PL                               | 6 de outubro de 1892    | 9 de maio de 1900       | Primeiro Chefe do povoado de Santa Rita de Cássia                                                        |
| 3                              | Manoel Lopes Teixeira                  |                   | Partido Republicano Federal PRF                  | 10 de maio de 1900      | 2 de fevereiro de 1912  | Primeiro intendente do município de Pedro Velho.                                                         |
| 4                              | Joaquim Pereira da Silva Luz           |                   | Partido Democrático Progressista PDR             | 3 de fevereiro de 1912  | 9 de fevereiro de 1920  | |
| 5                              | Fábio Dantas                           |                   | Partido Popular PP                               | 10 de fevereiro de 1920 | 14 de fevereiro de 1923 | |
| 6                              | Pedro Costa                            |                   | Partido Social Nacionalista PSN                  | 15 de fevereiro de 1923 | 14 de fevereiro de 1926 | |
| 7                              | Manoel Gadelha de Freitas              |                   | Partido Republicano Democrático PRD              | 15 de fevereiro de 1926 | 9 de maio de 1931       | |
| Era Vargas                     |                                        |                   |                                                  |                         |                         | |
| 8                              | José Vesparsiano Lira Gomes Pedroza    |                   | Partidos políticos extintos                      | 10 de maio de 1931      | 15 de março de 1932     | (provisório)                                                                                             |
| 9                              | Ananias de Morais Albuquerque          |                   | Partidos políticos extintos                      | 16 de março de 1932     | 6 de agosto de 1934     | (provisório)                                                                                             |
| 10                             | José Augusto de Araújo                 |                   | Partidos políticos extintos                      | 7 de agosto de 1934     | 4 de outubro de 1934    | (provisório)                                                                                             |
| 11                             | Manoel Gadelha de Freitas              |                   | Partidos políticos extintos                      | 5 de outubro de 1934    | 31 de dezembro de 1936  | (segundo mandato)                                                                                        |
| -                              | Manoel Gadelha de Freitas              |                   | Partidos políticos extintos                      | 1° de janeiro de 1936   | 31 de dezembro de 1941  | (1° Prefeito eleito pelo voto direto)                                                                    |
| 12                             | Mizael Osório                          |                   | Partidos políticos extintos                      | 1° de janeiro de 1942   | 29 de janeiro de 1945   | |
| 13                             | João Isaac da Costa                    |                   | Partidos políticos extintos                      | 30 de janeiro de 1945   | 20 de novembro de 1946  | (provisório)                                                                                             |
| Periodo Populista              |                                        |                   |                                                  |                         |                         | |
| 14                             | Vitorino de Moura                      |                   | Partido Social Democrático PSD                   | 21 de novembro de 1946  | 8 de setembro de 1947   | (provisório)                                                                                             |
| 15                             | Luiz César de Paiva                    |                   | Partido Social Democrático PSD                   | 9 de setembro de 1947   | 14 de novembro de 1947  | (provisório)                                                                                             |
| 16                             | Adauto Fernandes de Azevedo            |                   | União Democrática Nacional UDN                   | 15 de novembro 1947     | 30 de janeiro de 1952   | |
| 17                             | Maria Doralice Teixeira                |                   | Partido Social Democrático PSD                   | 31 de janeiro de 1952   | 30 de janeiro de 1956   | (1° mulher Prefeita)                                                                                     |
| 18                             | Adauto Fernandes de Azevedo            |                   | União Democrática Nacional UDN                   | 31 de janeiro de 1956   | 2 de março de 1962      | |
| 19                             | Gentil da Silva Souto                  |                   | Partido Social Democrático PSD                   | 3 de março de 1962      | 30 de janeiro de 1963   | |
| 20                             | Gilberto de Morais Targino             |                   | Partido Social Democrático PSD                   | 31 de janeiro de 1963   | 30 de janeiro de 1965   | |
| Ditadura Civil MIlitar de 1964 |                                        |                   |                                                  |                         |                         | |
| 21                             | Merival de Carvalho Dantas             |                   | Movimento Democrático Brasileiro MDB             | 31 de janeiro de 1965   | 17 de dezembro de 1969  | renunciou                                                                                                |
| 22                             | Izaías José Sobrinho                   |                   | Movimento Democrático Brasileiro MDB             | 18 de dezembro de 1969  | 30 de janeiro de 1970   | |
| 23                             | Antônio Augusto de Lima                |                   | Aliança Renovadora Nacional ARENA                | 31 de janeiro de 1970   | 30 de janeiro de 1973   | |
| 24                             | Gilberto de Morais Targino             |                   | Movimento Democrático Brasileiro MDB             | 31 de janeiro de 1973   | 31 de janeiro de 1977   | Prefeito eleito em sufrágio universal.                                                                   |
| 25                             | Milson Costa da Silva                  |                   | Aliança Renovadora Nacional ARENA                | 1° de fevereiro de 1977 | 31 de janeiro de 1983   | Prefeito eleito em sufrágio universal.                                                                   |
| Redemocratização               |                                        |                   |                                                  |                         |                         | |
| 26                             | Amâncio Peixoto de Vasconcelos         |                   | Partido do Movimento Democrático Brasileiro PMDB | 1° de fevereiro de 1983 | 31 de dezembro de 1988  | Prefeito eleito em sufrágio universal.                                                                   |
| 27                             | Maria Auxiliadora Peixoto Targino      |                   | Partido do Movimento Democrático Brasileiro PMDB | 1° de janeiro de 1989   | 31 de dezembro de 1992  | Prefeita eleita em sufrágio universal.                                                                   |
| 28                             | Milson Costa da Silva                  |                   | Partido da Frente Liberal PFL                    | 1° de janeiro de 1993   | 31 de dezembro de 1996  | Prefeito eleito em sufrágio universal.                                                                   |
| 29                             | Lenivaldo Brasil Fernandes             |                   | Partido da Mobilização Nacional PMN              | 1° de janeiro de 1997   | 31 de dezembro de 2000  | Prefeito eleito em sufrágio universal.                                                                   |
| -                              | Lenivaldo Brasil Fernandes             |                   | Partido Progressista PP                          | 1° de janeiro de 2001   | 31 de dezembro de 2004  | Prefeito reeleito em sufrágio universal.                                                                 |
| 30                             | Elizeu Jalmir de Macedo                |                   | Partido Socialista Brasileiro PSB                | 1° de janeiro de 2005   | 31 de dezembro de 2008  | Prefeito eleito em sufrágio universal.                                                                   |
| -                              | Elizeu Jalmir de Macedo                |                   | Partido Progressista PP                          | 1° de janeiro de 2009   | 14 de janeiro de 2010   | Prefeito reeleito em sufrágio universal, posteriormente teve o mandato cassado.                          |
| 31                             | Lenivaldo Brasil Fernandes             |                   | Partido Verde PV                                 | 14 de janeiro de 2010   | 31 de dezembro de 2012  | Prefeito que havia ficado como segundo colocado nas eleições no cargo de forma definitiva.               |
| 32                             | José Marques de Oliveira               |                   | Partido Social Democrático PSD                   | 1° de janeiro de 2013   | 31 de dezembro de 2016  | Prefeito eleito em sufrágio universal.                                                                   |
| 33                             | Patrícia Peixoto Targino               |                   | Partido do Movimento Democrático Brasileiro PMDB | 1° de janeiro de 2017   | 11 de outubro de 2019   | Prefeita eleita em sufrágio universal, faleceu no exercício do cargo                                     |
| 34                             | Dejerlane Macedo                       |                   | Partido da Social Democracia Brasileira PSDB     | 11 de outubro de 2019   | 31 de dezembro de 2020  | Vice-prefeita no cargo de forma definitiva.                                                              |
| -                              | Dejerlane Macedo                       |                   | Partido da Social Democracia Brasileira PSDB     | 1° de janeiro de 2021   | 12 de março de 2022     | Prefeita eleita em sufrágio universal, posteriormente teve o mandato cassado.                            |
| 35                             | Francisca Edna de Lemos                |                   | Partido Socialista Brasileiro PSB                | 12 de março de 2022     | 06 de outubro de 2022   | Prefeita interina, teve o mandato de vereadora cassado no exercício do cargo de prefeita.                |
| 36                             | Edson da Silva Santos Galvão           |                   | União Brasil UNIÃO                               | 06 de outubro de 2022   | 1º de novembro de 2022  | Prefeito interino.                                                                                       |
| -                              | Francisca Edna de Lemos                |                   | Partido Socialista Brasileiro PSB                | 1º de novembro de 2022  | 19 de dezembro de 2022  | Prefeita interina reconduzida ao cargo até a realização de eleições suplementares.                       |
| -                              | Francisca Edna de Lemos                |                   | Partido Socialista Brasileiro PSB                | 19 de dezembro de 2022  | 1º de dezembro de 2023  | Prefeita eleita por sufrágio universal em eleições suplementares, posteriormente teve o mandato cassado. |
| 37                             | Francisco Gomes da Silva               |                   | Partido Republicano da Ordem Social PROS         | 1º de dezembro de 2023  | 30 de setembro de 2024  | Prefeito interino.                                                                                       |
| 38                             | Pedro Gomes da Silva Jr, Júnior Balada |                   | União Brasil UNIÃO                               | 1° de outubro de 2024   | 31 de dezembro de 2024  | Prefeito eleito por sufrágio universal em eleições suplementares                                         |
| -                              | Pedro Gomes da Silva Jr, Júnior Balada |                   | União Brasil UNIÃO                               | 1° de janeiro de 2025   | Atualidade              | Prefeito reeleito em sufrágio universal                                                                  |